# روبن يندكفيست
روبن يندكفيست (بالسويدية: Robin Lindqvist)‏ هو لاعب هوكي الجليد سويدي، ولد في 16 أغسطس 1987 في Boden, Sweden ‏ في السويد.

## وصلات خارجية
- روبن يندكفيست على موقع EliteProspects.com (الإنجليزية)
- روبن يندكفيست على موقع Eurohockey.com (الإنجليزية)
- روبن يندكفيست على موقع HockeyDB.com (الإنجليزية)